# Wordie-Nunatak
Der Wordie-Nunatak ist ein Nunatak an der Küste des ostantarktischen Enderbylands. Er ragt 6 km südöstlich des Mount Biscoe und ebensoweit ostnordöstlich des Mount Hurley auf.
Teilnehmer der British Australian and New Zealand Antarctic Research Expedition (1929–1931) unter der Leitung des australischen Polarforschers Douglas Mawson entdeckten ihn im Januar 1930. Mawson benannten ihn nach dem britischen Polarforscher und Geologen James Wordie (1889–1962).